# Bjørn Franzén
Björn Franzén är en musiker, född 1945. Franzén har spelat med till exempel
Hans Carling, Mikael Wiehe, Göran Skytte, Frans Sjöström och Albert Nicholas. Han spelade trombon i 
New Eagle Jazzband och Martinique Stompers. Han spelade bas med Colings Traditional Jazzmen,
Bluncks Lucky Seven,
Björn Afzelius, 
Storyville New Orleans Jazzband, 
Jazzcaptains och
Frazzes New Orleans Stompers. Franzén spelade även banjo i 
Utflyktsorkestern UFO.